# Elite (computerspil)
 For alternative betydninger, se Elite (flertydig).
Elite er en tidlig udgave af et rumhandelsspil. Den blev først gang udgivet af Acornsoft i 1984 til BBC Micro og Acorn Electron hjemmecomputerne og er senere blevet udgivet til mange andre. Elite blev udviklet og programmeret af David Braben og Ian Bell, der kendte hinanden fra studietiden på Jesus College, Cambridge University.

## Beskrivelse
Elite var et af de første spil til hjemmecomputere der brugte 3-D-grafik til skærmbilleder. En anden nyskabelse var den medfølgende novelle "The Dark Wheel" af Robert Holdstock, der gav nye spillere indsigt i den moral og lovgivning der lå til grund for spillets univers. Novellen hævede den, for den tid, meget avancerede software over andre computerspil.
Målet i spillet er at nå til en rang af "Elite" ved hjælp af de midler der måtte være nødvendige. Spillet består af et virtuelt univers med mere end 5000 planeter fordelt på 8 galakser. Udgangspunktet for spilleren, personificeret af Commander Jameson, er 100 intergalaktiske kreditenheder og et let bevæbnet handelsskib af typen Cobra Mark III. De fleste andre rumskibe der optræder i spillet er også navngivet efter slanger. Indtægt, der i starten af spillet er en væsentlig faktor, kan skaffes på flere måder. Heriblandt pirateri, handel, militære missioner, dusørjagt og minedrift på asteroider. Indkomsten herfra kan bruges til at opgradere skibet med bedre våben, skjolde, autopilot etc.
Det åbne spilunivers og den revolutionerende brug af 3-D-grafik, sikrede, at Elite blev oversat til stort set alle hjemmecomputere på den tid. Samtidig blev Elite til en af klassikerne indenfor computerspil, og en pioner indenfor genren. ArcElite, udgaven til Acorn Archimedes bliver betragtet som den bedste udgave af Elite. ArcElite tilføjede intelligente modstandere, der kunne udkæmpe slag på egen hånd, og en politistyrke der tog en aktiv del i ordenshåndhævelsen.
| computerspil | Spire Denne computerspilsrelaterede artikel er en spire som bør udbygges. Du er velkommen til at hjælpe Wikipedia ved at udvide den. |